# 第一次欧洲殖民浪潮
第一次歐洲殖民浪潮始於卡斯蒂利亞和葡萄牙的征服和探索，主要涉及歐洲對美洲的殖民，儘管它也包括在印度和東南亞海域建立歐洲殖民地。 在此期間，歐洲人在非洲的興趣主要集中在在那裡建立貿易站，特別是非洲奴隸貿易。 浪潮以 1815 年英國吞併康提王國和 1819 年新加坡殖民地的建立而告終。
第一波歐洲殖民化浪潮（和其他探索性冒險）發生的時間段通常被稱為地理大發現時代。 歐洲殖民的後期主要階段始於 19 世紀末，主要集中在非洲和亞洲，被稱為新帝國主義時期。